# Moeraskrokodil
De moeraskrokodil (Crocodylus palustris) is een krokodilachtige uit de familie echte krokodillen (Crocodylidae) en de onderfamilie Crocodylinae.
De moeraskrokodil komt voor in zuidelijk Azië, voornamelijk India en Pakistan, en leeft bij voorkeur in zoet water. De krokodil leeft van vissen en andere dieren die in of bij het water leven, zoals insecten. De moeraskrokodil zet haar eieren af in holen en niet in een nesthoop zoals andere soorten doen.

## Naam en indeling
De wetenschappelijke naam van de soort werd voor het eerst voorgesteld door René Primevère Lesson in 1831. Oorspronkelijk werd de wetenschappelijke naam Crocodilus palustris gebruikt. Er worden geen ondersoorten erkend. Er is wel geopperd dat de populaties uit Sri Lanka als een aparte ondersoort moeten worden gezien -Crocodylus palustris kimbula- vanwege het afwijkende patroon van rugplaten. Dergelijke variaties zijn echter binnen andere krokodilachtigen ook wel beschreven.
De moeraskrokodil behoort tot het geslacht Crocodylus, waartoe ook de zeekrokodil (Crocodylus porosus) en de nijlkrokodil (Crocodylus niloticus) behoren. De wetenschappelijke soortnaam palustris is Latijn voor 'van het moeras' en slaat op de levenswijze van het dier. In de Engelse taal wordt de naam 'mugger'-crocodile gebruikt, in andere talen wordt vaak de naam moeraskrokodil gebruikt, zoals het Duitse sumpfkrokodil en het Franse Crocodile des marais.

## Uiterlijke kenmerken
De moeraskrokodil is wat betreft lichaamslengte een middelgrote soort en kan een totale lichaamslengte van meer dan vier meter bereiken, uitschieters worden tot vijf meter lang. De lichaamskleur is bruin tot bruingrijs. Het lichaam is voorzien van een regelmatige bepantsering van beenplaten op de nek en rug. Deze platen bestaan niet uit schubben, zoals op de poten en de buik het geval is, maar zijn voorzien van benige verstevigingen en worden de osteodermen of beenplaatjes genoemd. De moeraskrokodil heeft altijd vier rijen beenplaten aan de rugzijde. Van populaties uit Sri Lanka is bekend dat ze zes rijen hebben en er is wel voorgesteld dat deze moeraskrokodillen een aparte ondersoort vertegenwoordigen. Dergelijke verschillen in de aantallen beenplaten komen bij meer soorten krokodilachtigen voor.
De jongere dieren zijn lichter van kleur en hebben donkere dwarsbanden over het gehele lichaam welke na verloop van tijd verdwijnen. Bij de volwassen exemplaren zijn deze echter meestal volledig verdwenen. De moeraskrokodil lijkt sterk op de nijlkrokodil en de juvenielen zijn nauwelijks te onderscheiden. De nijlkrokodil wordt ongeveer even lang, maar is te onderscheiden aan het verspreidingsgebied; de nijlkrokodil komt voor in Afrika en de moeraskrokodil in India.
De moeraskrokodil heeft een brede kop, de tanden steken zijwaarts duidelijk uit. De moeraskrokodil heeft 66 of 68 tanden; 4 of soms 5 rijen voortanden (premaxillair), 14 rijen tanden (maxillair) in de bovenkaak en 15 rijen kiezen (mandibulair) in de onderkaak. Met name de brede kop is een typisch kenmerk in combinatie met de uitstekende boventanden; zonder deze tanden is er een gelijkenis met de mississippialligator (Alligator mississippiensis). De staartkam is kort en begint pas vlak bij de staartpunt. De moeraskrokodil kan tot 450 kg zwaar worden.
Net als andere soorten krokodillen is de moeraskrokodil onder andere te onderscheiden aan de vorm, de positie en het aantal beenplaten in de nek en de platen direct achter de kop. De beenplaten in de nek worden de nuchale platen genoemd en de platen achter de kop de postoccipitale platen. Nuchaal betekent 'nek' en post-occipitaal betekent 'achter het achterhoofd'. De nuchale platen bestaan uit zes platen in totaal, opvallend is het een groepje van vier platen op het midden van de nek die tezamen een vierkant vormen. Zowel aan de linkerzijde als de rechterzijde van dit vierkant, gezien vanuit de lichaamsas, is steeds een meer afgeronde beenplaat gelegen.
De vier postoccipitale platen hebben een meer ovale vorm, deze platen vormen een rij dwars op de lichaamsas, de twee linker- en rechterplaten liggen tegen elkaar, maar er is een duidelijke tussenruimte tussen de linker- en rechterplaten in het midden van de nekbasis.

## Levenswijze
De moeraskrokodil leeft vooral van vis en verder kleine zoogdieren, andere reptielen zoals slangen en soms aas. Vaak betreft het dan zelf gevangen prooien die zijn vergeten, maar later letterlijk boven komen drijven. De grootste exemplaren kunnen ook herten en buffels aan. Van de moeraskrokodil is wel bekend dat vissen uit de netten van vissers worden gegrepen.
Als de vrouwtjes na een jaar of zes een lichaamslengte van ongeveer twee meter bereiken, worden ze geslachtsrijp. Bij mannetjes duurt dit ongeveer 10 jaar en ze zijn dan ook wat groter. Na de paring zet het vrouwtje na ongeveer 55 tot 75 dagen haar eieren af.
De vrouwtjes graven holen waar de eieren in worden afgezet, er worden dus geen broedhopen gemaakt, zoals bij andere krokodillen. Het legsel bestaat meestal uit 25 tot 30 eieren, maar er is ook een legsel van 46 eieren bekend. De ouderdieren, meestal de moeder, verdedigt het nest met haar leven en na twee maanden komen de jongen uit. De moeder wordt gealarmeerd door de piepjes van de juvenielen als ze uitkomen en brengt ze naar het water. De eerste tijd blijven de jongen in de buurt van elkaar en worden door de moeder bewaakt.
De moeraskrokodil is niet alleen sociaal voor de eigen jongen, maar duldt ook de aanwezigheid van exemplaren van andere soorten. In India, waar ook de gaviaal (Gavialis gangeticus) leeft, komen ze regelmatig samen in dezelfde poel voor. Bij andere soorten krokodilachtigen komt een dergelijke tolerantie weinig voor.

## Verspreiding en habitat

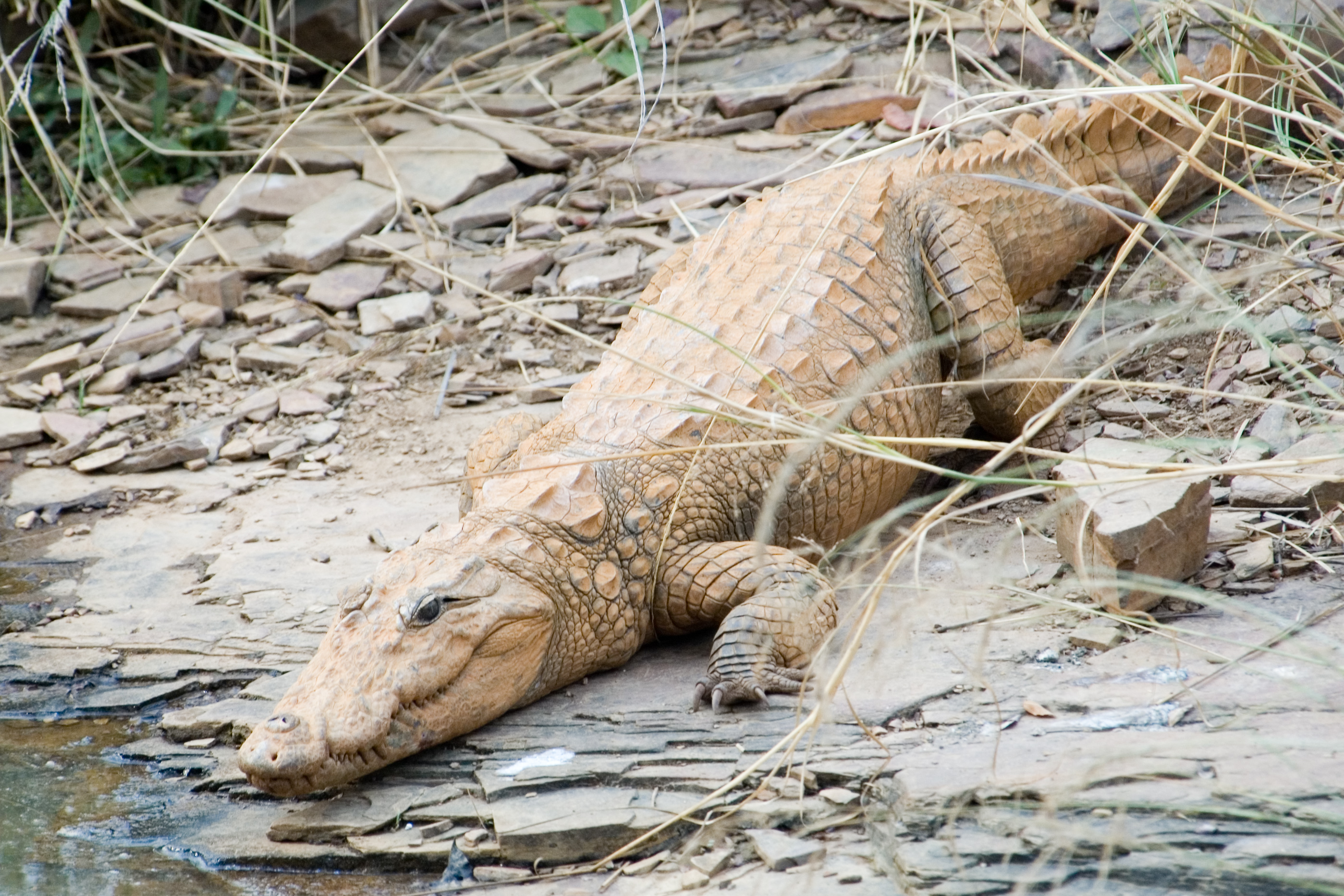
De krokodil neemt graag een zonnebad.

De moeraskrokodil komt voor in delen van het zuiden van Azië en leeft in de landen Bangladesh, Iran, India, Nepal, Pakistan en Sri Lanka. Mogelijk komt de krokodil ook voor in delen van Indochina. De soort kwam vroeger ook voor in Myanmar (voormalig Birma), maar hier is het dier al sinds 1868 niet meer waargenomen.
De moeraskrokodil is een bewoner van zoetwater en leeft in rivieren, meren, moerassen en ook wel door de mens aangelegde waterwegen, zoals kanalen. De krokodil wordt soms in brak water aangetroffen, maar heeft een voorkeur voor zoet water. De soort is aangetroffen van zeeniveau tot op een hoogte van ongeveer 420 meter boven zeeniveau. De moeraskrokodil houdt van wat ondiep, troebel water en modderige bodems met niet te steile oevers, zodat het land betreden kan worden voor een zonnebad. Als de temperaturen rond de middag hoger worden, kruipt het dier weer in het water.

## Bedreiging en bescherming
Door de internationale natuurbeschermingsorganisatie IUCN is de beschermingsstatus 'kwetsbaar' toegewezen (Vulnerable of VU). Het is een van de zeldzamere soorten met een geschat aantal van 5700 tot 8700 volwassen exemplaren in het wild.
De moeraskrokodil was vroeger veel algemener, de huidige populaties zijn klein en zijn vaak ver uit elkaar gelegen. De aantallen zijn achteruitgegaan door habitatvernietiging het doden van de krokodil voor de winning van de huid, het vlees of delen van het lichaam, zoals de staart in traditionele medicijnen. Om de soort voor uitsterven te behoeden werden midden jaren 70 krokodillenfarms opgezet om de dieren groot te brengen. Door de eieren te rapen en uit te broeden onder beschermende omstandigheden is de overlevingskans van de jongen veel groter. De oudere dieren worden uitgezet in het wild.